# Campeonato de Irlanda de Rugby 2017-18
El Campeonato de Rugby de Irlanda (oficialmente All-Ireland League) de 2017-18 fue la vigésimo octava edición del principal torneo de rugby de la Isla de Irlanda, el torneo que agrupa a equipos tanto de la República de Irlanda como los de Irlanda del Norte.

## Sistema de disputa
Cada equipo disputó encuentros frente a cada uno de los rivales de local y de visita, totalizando 18 partidos cada uno.
Luego de la fase regular los cuatro mejores clasificados disputaran una semifinal enfrentándose el primer clasificado frente al cuarto y el segundo frente al tercero.
El equipo que al terminar en el último puesto desciende directamente a la segunda división, mientras que el penúltimo disputará la promoción frente al subcampeón de la segunda división.
Puntuación
Para ordenar a los equipos en la tabla de posiciones se los puntuará según los resultados obtenidos.
- 4 puntos por victoria.
- 2 puntos por empate.
- 0 puntos por derrota.
- 1 punto bonus por ganar haciendo 3 o más tries que el rival.
- 1 punto bonus por perder por siete o menos puntos de diferencia.

## Clasificación
| Pos. | Equipo            | Encuentros | Encuentros | Encuentros | Encuentros | Tantos | Tantos | Tantos | PB | PB | Puntos |
| Pos. | Equipo            | PJ         | PG         | PE         | PP         | F      | C      | Dif    | BO | BD | Puntos |
| ---- | ----------------- | ---------- | ---------- | ---------- | ---------- | ------ | ------ | ------ | -- | -- | ------ |
| 1.º  | Lansdowne         | 18         | 16         | 0          | 2          | 515    | 273    | +242   | 7  | 0  | 71     |
| 2.º  | Terenure College  | 18         | 12         | 0          | 6          | 456    | 333    | +123   | 10 | 3  | 61     |
| 3.º  | Cork Constitution | 18         | 11         | 0          | 7          | 439    | 331    | +108   | 7  | 5  | 56     |
| 4.º  | Garryowen         | 18         | 12         | 0          | 6          | 445    | 362    | +83    | 6  | 2  | 56     |
| 5.º  | Clontarf          | 18         | 11         | 0          | 7          | 435    | 386    | +49    | 9  | 2  | 55     |
| 6.º  | Young Munster     | 18         | 9          | 0          | 9          | 397    | 355    | +42    | 6  | 6  | 48     |
| 7.º  | UCD               | 18         | 6          | 0          | 12         | 376    | 406    | -30    | 6  | 7  | 37     |
| 8.º  | Dublin University | 18         | 7          | 0          | 11         | 299    | 544    | -245   | 2  | 2  | 32     |
| 9.º  | St Mary's College | 18         | 4          | 0          | 14         | 279    | 480    | -201   | 1  | 4  | 21     |
| 10.º | Buccaneers        | 18         | 2          | 0          | 16         | 254    | 425    | -171   | 0  | 6  | 14     |

## Fase final

### Semifinales
| 28 de abril de 2018 | Lansdowne | 36 - 19 | Garryowen |  |  |

| 28 de abril de 2018 | Terenure College | 15 - 22 | Cork Constitution |  |  |

### Final
| 6 de mayo de 2018 | Lansdowne | 19 - 17 | Cork Constitution |  |  |

| Bandera de Irlanda |
| Campeón Lansdowne  |
| Tercer título      |

### Promoción
| 28 de abril de 2018 | UCC | 15 - 10 | Banbridge |  |  |

- UCC asciende de categoría la próxima temporada.